# علی‌آباد (سفلی، اردستان)
علی‌آباد یک منطقهٔ مسکونی در ایران است که در بخش زواره، شهرستان اردستان استان اصفهان واقع شده‌است.